# 9 PM (Till I Come)
Singles de ATB
Don't Stop! (en)
(1999)
Clip vidéo
[vidéo] « 9 PM (Till I Come) », sur YouTube
9 PM (Till I Come) est une chanson du disc jockey et musicien allemand ATB parue sur son premier album Movin' Melodies (en). Elle est écrite et produite par ATB. Elle est sortie le 26 octobre 1998 comme premier extrait de l'album. 9 PM (Till I Come) est le premier single de la carrière d'ATB et son plus grand succès.
En 2021, la chanson a été échantillonnée dans le titre Your Love (9PM) de Topic et A7S en collaboration avec ATB, puis en 2023 dans le titre (It Goes Like) Nanana de Peggy Gou

## Réception

### Accueil critique
Le magazine britannique Daily Record a commenté : « Ouvrez une fenêtre dans votre maison, arrêtez-vous aux feux de circulation ou partez en vacances - vous entendez cette chanson. Un hymne de danse massif avec des paroles sexy et un crochet de synthétiseur en plein essor ». Le magazine a a également écrit : « L'été n'a jamais sonné aussi bien avec le crochet de guitare espagnole dans cette chanson. Cela vous rappellera à jamais le dernier été du millénaire ».

### Accueil commercial
9 PM (Till I Come) a atteint la 14e position du classement des singles allemand. Au niveau international, la chanson a également connu le succès. Le single atteint la première place au Royaume-Uni pour la semaine se terminant le 3 juillet 1999, devenant la première chanson de trance à occuper le sommet des classements britanniques, et y reste pendant deux semaines, devenant le cinquième single le plus vendu du pays en 1999,. En juillet 2014, il s'est vendu à plus de 890 000 exemplaires au Royaume-Uni. 
La chanson a également été numéro un en Écosse, dès sa première semaine dans le classement, et y reste pendant trois semaines consécutives, et en Irlande pendant quatre semaines consécutives. Il a atteint la 2e place en Grèce, la 3e place au Danemark, en Italie et en Norvège et la 10e place en Australie.

## Liste de titres
| 1. | 9 PM (Till I Come) (Radio Edit) | 3:14 |
| 2. | 9 PM (Till I Come) (Club Mix)   | 5:25 |
| 3. | 9 PM (Till I Come) (PM Mix)     | 6:07 |

| 1. | 9 PM (Till I Come) (9 PM Mix) | 6:07 |
| 2. | 9 PM (Till I Come) (Club Mix) | 5:25 |

| 1. | 9 PM (Till I Come) (9 PM Mix)       | 6:08 |
| 2. | 9 PM (Till I Come) (Club Mix)       | 5:26 |
| 3. | 9 PM (Till I Come) (Gary D. Remix)  | 7:27 |
| 4. | 9 PM (Till I Come) (Sequential One) | 6:10 |

## Crédits
- André Tanneberger – composition, arrangements, ingénieur du son, production
- Yolanda Rivera – voix

## Classements et certifications
| Classement (1998–99)                  | Meilleure position |
| ------------------------------------- | ------------------ |
| Allemagne (GfK Entertainment)         | 14                 |
| Australie (ARIA)                      | 10                 |
| Belgique (Flandre Ultratip 100)       | 5                  |
| Belgique (Flandre Ultratop 50 Dance)  | 11                 |
| Belgique (Wallonie Ultratop 50 Dance) | 11                 |
| Canada (Digital Songs)                | 11                 |
| Canada (Dance/Urban)                  | 5                  |
| Danemark (IFPI)                       | 3                  |
| Écosse (OCC)                          | 1                  |
| États-Unis (Dance Club Songs)         | 7                  |
| États-Unis (Hot Dance Singles Sales)  | 11                 |
| Europe (Eurochart Hot 100)            | 9                  |
| Grèce (IFPI)                          | 2                  |
| Irlande (IRMA)                        | 1                  |
| Islande (Íslenski listinn Topp 40)    | 20                 |
| Italie (Musica e dischi)              | 3                  |
| Nouvelle-Zélande (RMNZ)               | 11                 |
| Norvège (VG-lista)                    | 3                  |
| Pays-Bas (Nederlandse Top 40)         | 11                 |
| Pays-Bas (Single Top 100)             | 12                 |
| Royaume-Uni (UK Singles Chart)        | 1                  |
| Royaume-Uni (UK Dance Chart)          | 1                  |
| Suède (Sverigetopplistan)             | 31                 |
| Suisse (Schweizer Hitparade)          | 21                 |

| Classement (2020) | Meilleure position |
| ----------------- | ------------------ |
| Pologne (ZPAV)    | 93                 |

| Classement (1999)              | Position |
| ------------------------------ | -------- |
| Australie (ARIA)               | 38       |
| Canada (RPM Dance/Urban)       | 19       |
| Europe (Eurochart Hot 100)     | 72       |
| Nouvelle-Zélande (RMNZ)        | 49       |
| Pays-Bas (Nederlandse Top 40)  | 83       |
| Pays-Bas (Single Top 100)      | 86       |
| Roumanie (Romanian Top 100)    | 23       |
| Royaume-Uni (UK Singles Chart) | 5        |

| Région                                                                  | Certification | Ventes/Streams |
| ----------------------------------------------------------------------- | ------------- | -------------- |
| Australie (ARIA)                                                        | Platine       | 70 000^        |
| Norvège (IFPI)                                                          | Or            | 5 000*         |
| Royaume-Uni (BPI)                                                       | Platine       | 890 000        |
| Suède (GLF)                                                             | Platine       | 30 000x        |
| ^Mise en rayon selon la certification xNon précisé par la certification |               |                |

## Historique de sortie
| Pays   | Date            | Format                                | Label                       | Réf.  |
| ------ | --------------- | ------------------------------------- | --------------------------- | ----- |
| Divers | 26 octobre 1998 | CD single                             | - Kontor - Motor - PolyGram | [ 1 ] |
| Divers | 1998            | - CD - maxi 45 tours - téléchargement | Divers                      | ,     |